# Onthophagus alquirta
Onthophagus alquirta là một loài bọ cánh cứng trong họ Bọ hung (Scarabaeidae).